# Trischiza agaricolarum
Trischiza agaricolarum is een vliesvleugelig insect uit de familie van de Figitidae. De wetenschappelijke naam van de soort is voor het eerst geldig gepubliceerd in 1842 door Anders Gustaf Dahlbom.